# Rio Nunez
Pour les articles homonymes, voir Nunez.
Le Rio Nunez est un fleuve côtier de Guinée.

## Géographie
Il se caractérise par un estuaire d'une cinquantaine de kilomètres. C'est l'une des très nombreuses rias de Guinée maritime, telles le Rio Komponi plus au nord ou le Rio Pongo au sud.

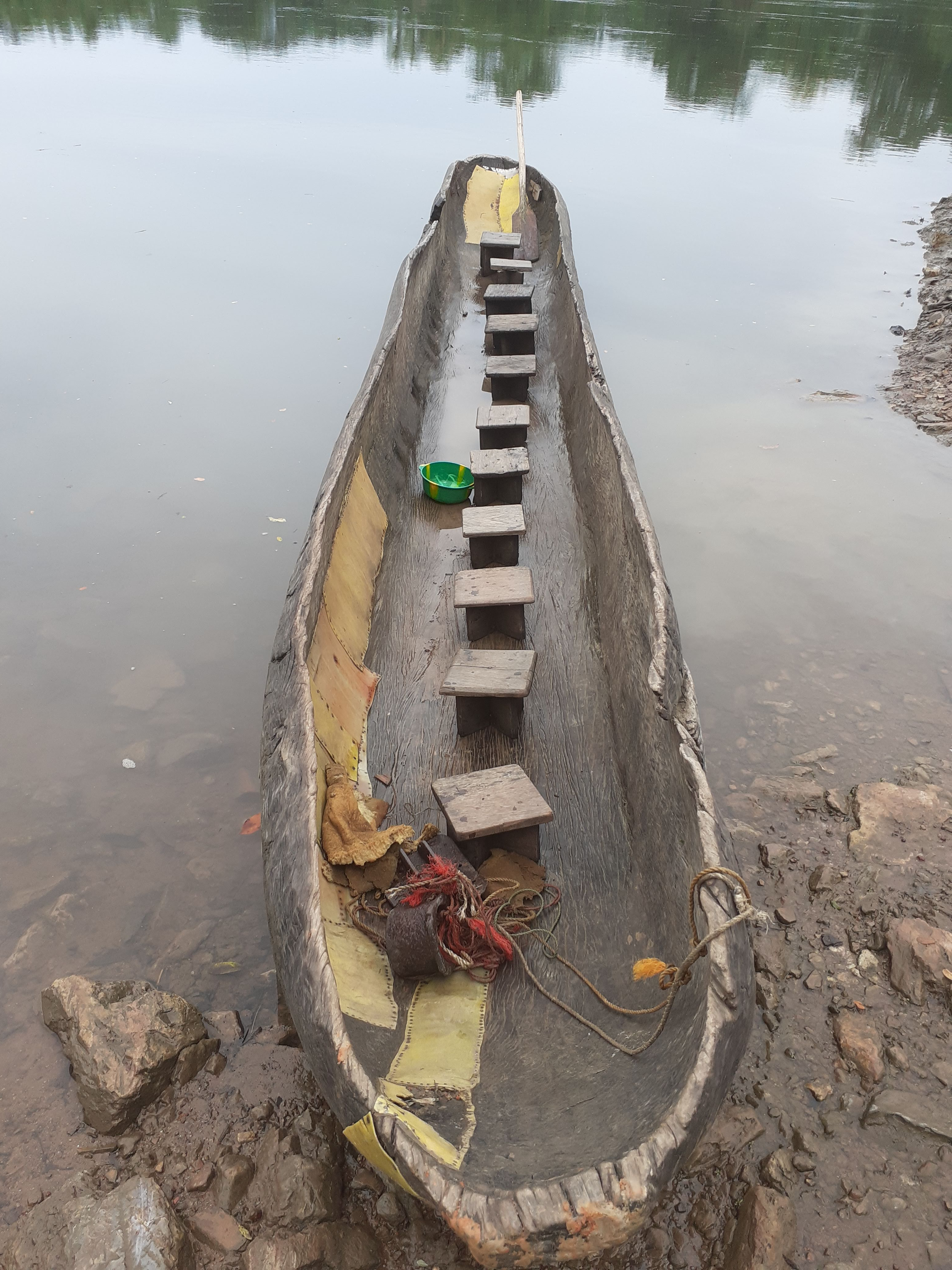
Pirogue sur le rio nunez

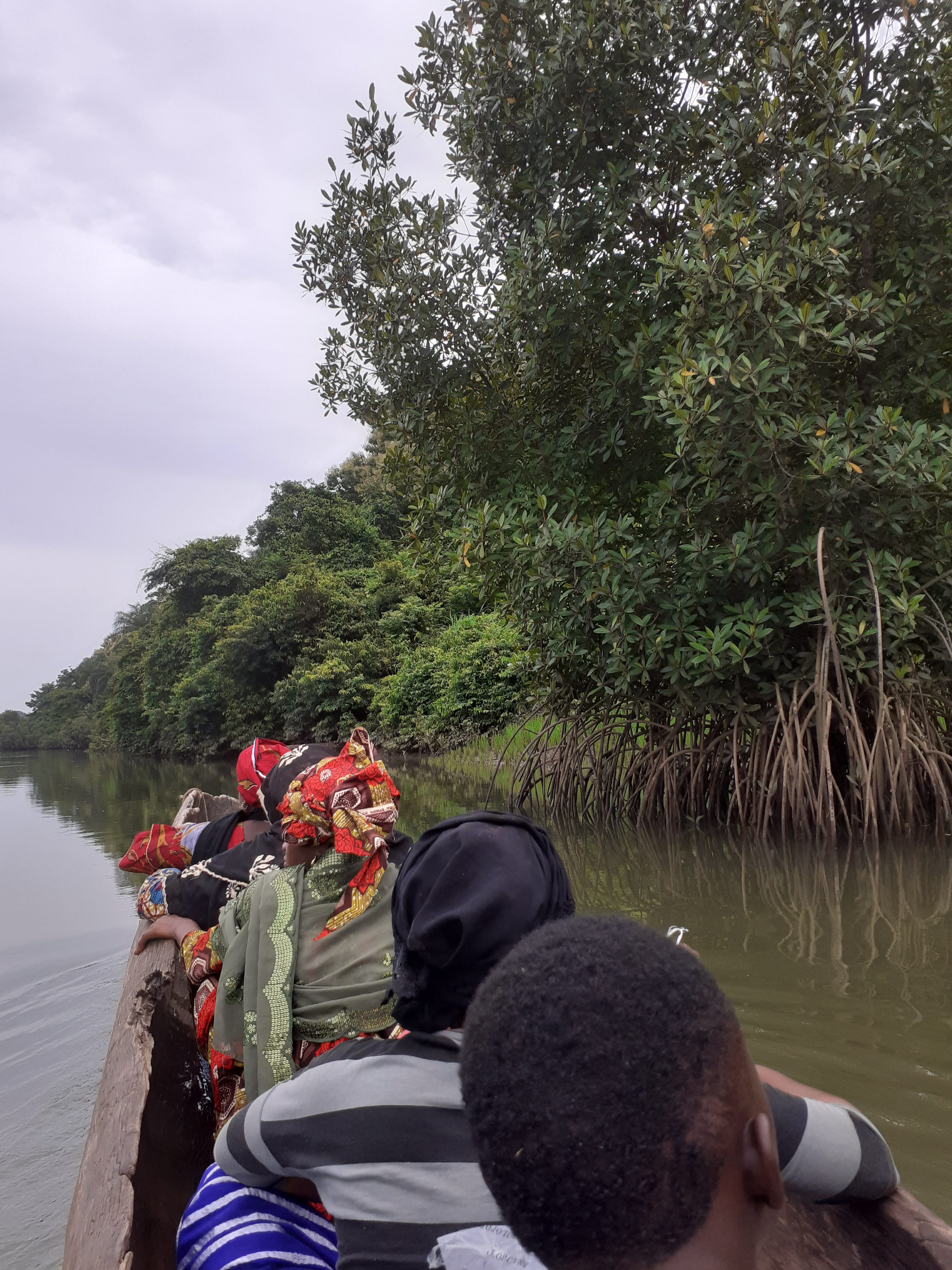
Passant sur le Rio nunez

## Histoire
Les navigateurs portugais arrivèrent à l'embouchure au milieu du XVe siècle. Le Rio tiendrait son nom du navigateur Nuno Tristão, comme les îles Tristao situées plus au nord, à la frontière avec la Guinée-Bissao.

## Économie
Sur la rive gauche de l'estuaire se trouve la ville de Kamsar, avec son port minéralier d'où partent les exportations de bauxite. Dans le haut du Rio Nuñez pousse des caféiers sauvage dont la population locale fait le commerce du café, apprécié des Français pour son goût proche du moka d'Arabie.